# Skybridge AirOps
Skybridge AirOps – włoska linia lotnicza z siedzibą w Rzymie działająca w latach 2005-2014. Głównym portem lotniczym był port Rzym-Ciampino. 

## Flota
Flota Skybridge AirOps składała się z 2 samolotów (stan na sierpień 2011):
- 1 Embraer 120 Brasilia
- 1 Hawker 900XP